# Tmesisternus quadripunctatus
Tmesisternus quadripunctatus là một loài bọ cánh cứng trong họ Cerambycidae.